# Suitmation
Suitmation ist die Bezeichnung einer Filmtechnik, die bei den Spezialeffekten in Monsterfilmen Verwendung findet. Dabei steckt ein Schauspieler in einem Monsterkostüm und muss es von innen durch die maßstabsgetreuen Kulissen bewegen.
Das Material der Kostüme ist aus Gummi und lässt den Maskenbildnern viel Raum für kreative Freiheit. Je nach Einsatz im Film muss das Latexmaterial feuerfest behandelt und dick genug sein, um die Schauspieler vor Brandverletzungen zu schützen. Für Augen- und Kopfbewegungen gibt es batteriegetriebene ferngesteuerte Technik, die Schauspieler selbst können nur aus kleinen Löchern oder Schlitzen sehen. Die körperlichen Anstrengungen durch Hitzestau und das Gewicht der Kostüme können die Schauspieler sehr beanspruchen und lassen oft nur kurze Szenen zu.
Leicht höhere Bildaufnahmefrequenzen, also mehr als die üblichen 24 Bilder pro Sekunde beim Drehen, können die Effekte der Monstrosität noch verstärken, da die mit Normalgeschwindigkeit abgespielten Szenen dann in Zeitlupe sind und damit die Bewegungen der Monster noch plumper und schwerfälliger erscheinen. Eiji Tsuburaya hat als Spezialeffekt-Techniker bei den Tōhō-Filmstudios Pionierarbeit auf dem Gebiet der Suitmation geleistet und bekam seinen ersten Filmpreis 1954, beste Technik, für den Einsatz der Suitmation in Godzilla. Andere japanische Studios wie Daiei, Tōei, und selbst Eiji Tsuburayas eigenes Unternehmen Tsuburaya Productions eiferten ihnen nach, und ein Großteil der japanischen Monsterfilme, Kaiju Eiga, sind mit der immer weiterentwickelten Technik entstanden.